# Arqueogeografía

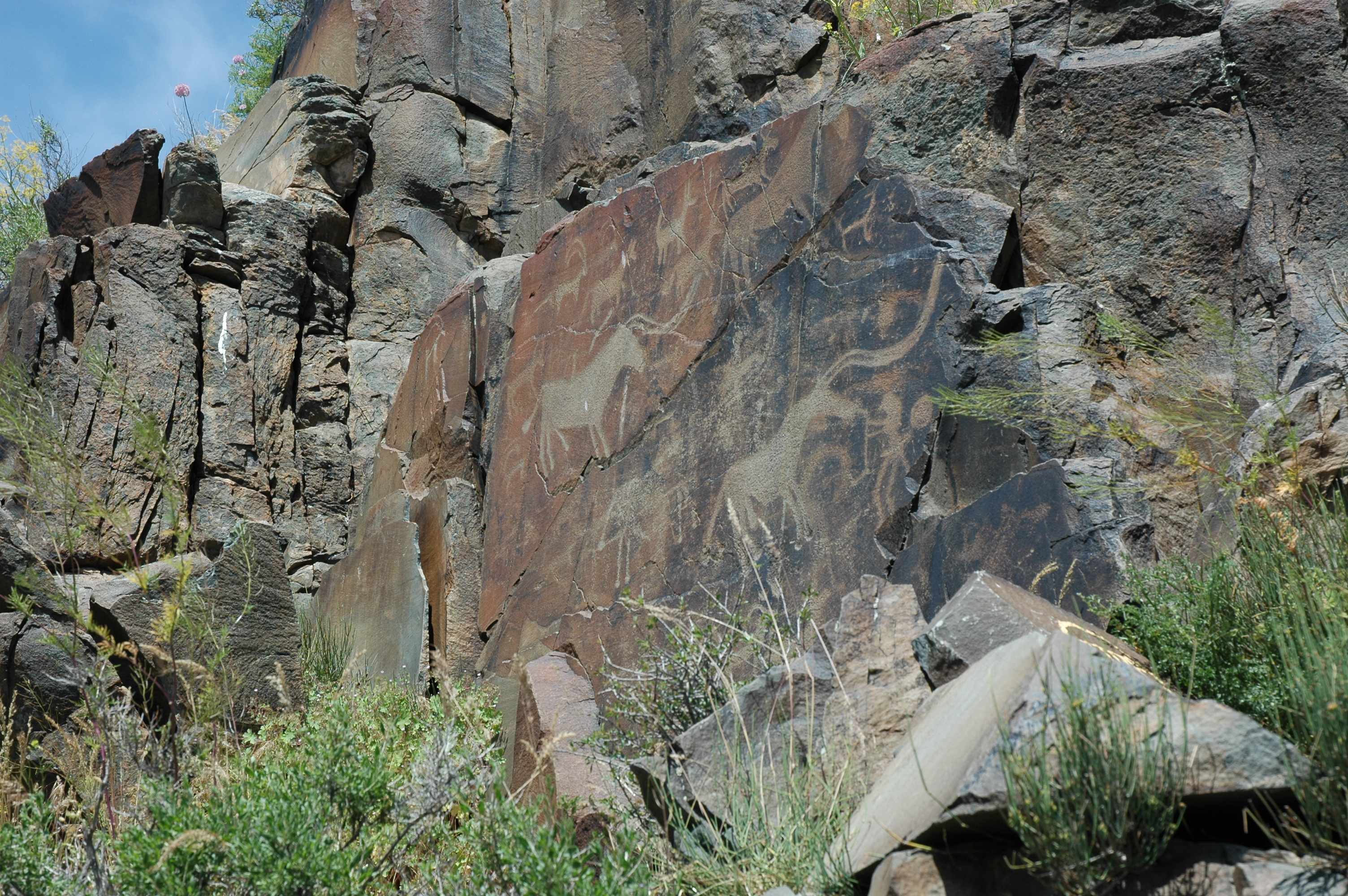
Imagen de una roca que se estudia en Arqueogeografia

La arqueogeografía (del griego ἀρχαίος «antiguo», y γεωγραφία «estudio de la tierra») es una disciplina de la arqueología que estudia la relación entre las sociedades pasadas de carácter arqueológico y el territorio que habitaron. Es decir, estudia el espacio geográfico en el que se desenvolvían los grupos sociales y su interrelación. La finalidad de la arqueogeografía es proporcionar información adicional a la propiamente arqueológica para conocer mejor las sociedades pasadas.
Se trata de una disciplina relativamente moderna que aprovecha nuevas tecnologías como la cartografía digital, el Sistema de Información Geográfica (GIS) y modelos digitales del terreno (DEM) junto con diversas disciplinas de las ciencias sociales y de la Tierra.
La herramienta utilizada es el Método Arqueogeográfico, que es el procedimiento de estudio del territorio que ocuparon las sociedades de carácter arqueológico. Se trata de un método científico ya que determina una serie de pasos para formular y responder a una pregunta.
La arqueogeografía estudia frecuentemente las culturas de la prehistoria, aunque en ocasiones también se emplea para conocer mejor la organización social y económica de las sociedades de la protohistoria y de la Edad Antigua, e incluso en épocas posteriores como la Edad Media y Edad Moderna.
Asimismo, se aplica en la identificación y reconstrucción de yacimientos arqueológicos sumergidos.

## Geografía y arqueología
La geografía estudia el territorio desde tres perspectivas diferentes: el método clásico, el procedimiento estructural y el método de análisis sistémico.
El método de la geografía clásica se fundamenta en la descripción del paisaje y no proporciona un sistema explicativo integrado.
En el procedimiento estructural se considera que el principal elemento que organiza el espacio es la economía. Por ello ha sido frecuentemente utilizado por los geógrafos humanos que partían del materialismo histórico (Henri Lefebvre, Louis Althusser, Manuel Castells. Para los geógrafos humanos materialistas el espacio es un producto social, es decir un hecho social entendido en el marco de la estructura social. En Francia el movimiento radical culminará en la creación revista de geopolítica Herodote, (por iniciativa de Yves Lacoste).
El método sistémico está basado en la teoría general de sistemas. Se trata de un procedimiento que permite un análisis integral de los hechos y fenómenos que ocurren en el geosistema. Este método es el que está teniendo mayor desarrollo en los -últimos años, ya que es el que permite hacer mejor un análisis integrado del territorio. Además es un método más flexible que el estructural y permite explicaciones más diversas.
El método sistémico es el más utilizado por los arqueólogos, porque se basa en la transformación de los patrones espaciales a través del tiempo y en los sistemas que los integran. En 1968 David L. Clarke publicó Analytical Archaeology y propuso el término de sistema en la arqueología. Desde entonces este método es el más utilizado en arqueología.

## Arqueología espacial
La corriente denominada arqueología del paisaje o arqueología espacial es el origen de la arqueogeografía. La arqueología espacial es un enfoque en arqueología como lo son la etnoarqueología, la arqueología cognitiva, y otros enfoques arqueológicos.
La arqueología espacial es también denominada arqueología del paisaje o arqueología territorial. Trata de analizar la interacción entre la naturaleza y la cultura; Para ello utiliza diversas técnicas tomadas de la geografía que permiten cuantificar las diferentes variables geográficas: topografía, edafología, clima, comunicaciones, densidad, distancia, accesibilidad, áreas de influencia, etc.
El análisis locacional es utilizado por la geografía humana para definir modelos y tendencias de interpretación del territorio y su organización. Fueron los arqueólogos Higgs y Vita-Finzi
(1970) los que iniciaron esta corriente con el Análisis de Captación de Recursos (ACR), al proponer un nuevo enfoque por el que integraban la introducción geológica con la memoria de la excavación, dando como resultado un análisis geográfico. Ellos analizan los potenciales recursos económicos distantes a 5 km del yacimiento, tomando de la geografía humana que este espacio es el directamente aprovechado por las sociedades agrícolas. Y también los recursos distantes entre 5 y 10 km del yacimiento, tomando de la etnología que este espacio los utilizan las sociedades de cazadores recolectores.
Posteriormente, en la década de los 70 se desarrolló la idea de Higgs y Vita-Finzi, tomando forma la arqueología espacial a la vez que utilizaba diversas técnicas de la geografía locacional inglesa (Hodder y Orton 1976; Hodder 1977, 1978; Clarke 1977). “Pero sólo eran técnicas aisladas que no ofrecían un método propio y que carecían de una base teórica”.
La arqueología espacial distinguió tres niveles de análisis: macro, micro y semimicro (Clarke 1977; 11—15). Estos niveles de análisis siguen considerándose hoy en día fundamentales.
Ya desde 1988 los arqueólogos (De Carlos 1988) realizan análisis territoriales criticando la versión clásica del Análisis de Captación de Recursos. Este tipo de análisis agrupaba varias técnicas como: corrección isocrónica, análisis tipográfico, análisis del vecino más próximo, distancia a recursos más próximos, etc.
Como reconocía Javier de Carlos en 1989, la arqueología espacial solo se limitaba a aplicar técnicas geográficas al campo de la arqueología. Incluso señaló que la arqueología espacial carecía de un método que englobara las distintas técnicas.
Algunas de las críticas más detalladas se realizaron en 1991 por Orejas:

1. Si bien se tiene en cuenta el medio ambiente, no existe una preocupación real por el mismo, ocupando tan sólo anexos y apéndices, de forma que no se valoran correctamente.
2. Por el empleo de términos, marcos y esquemas generales, sin asumir el trasfondo teórico y metodológico o crítica a la nomenclatura utilizada (rentabilidad, productividad,…).
3. La aplicación de modelos (Lugar central, polígonos Thiessen,…) y/o tests estadísticos de forma indiscriminada, automática, sin una hipótesis de trabajo previa y sin una interpretación histórica de los resultados.
4. Despreocupación extrema por ciertas esferas de la vida, que presentando manifestaciones espaciales, se desestimaban o no se incluían en las explicaciones de las comunidades estudiadas, tales como simbolizaciones, elementos religiosos,…
5. Por el abuso del reduccionismo ambiental, desapareciendo la capacidad de agencia de los grupos humanos.

## Arqueogeografía
El término arqueogeografía aparece por primera vez en 1928 en un informe de la
Academia de Ciencias de Lituania. El término es utilizado los años ochenta en varios contextos pero solo como una asociación de palabras pero sin una justificación teórica. En 1982 el término es utilizado por el medievalista francés Robert Fossier, al valorar una investigación realizada por W. Jansen. Al utilizar este término el autor quiere indicar que se usaron todas las técnicas a su alcance: arqueología, paleobotánica, fuentes escritas y arqueogeografía. La acepción que se da al término es la de evolución del poblamiento.
En cuanto a la documentación en español, en 1989 Javier de Carlos analiza en profundidad el Análisis de Captación de Recursos (ACR) y se introduce la idea del método arqueogeográfico en el trabajo Desde la ortodoxia espacial hasta el albor del método arqueogeográfico.Se trata de una aplicación crítica del Análisis de Captación de Recursos (ACR) a los dólmenes de la Rioja Alavesa y el valle de Cuartango. El autor considera que el ACR aplicado por él, adquiere la mayoría de edad porque aplica no solo técnicas geográficas sino también arqueológicas, sentando las bases de un método capaz de proponer modelos explicativos: el Método Arqueogeográfico.
En 1990, el mismo autor, presenta en una tesis el Método Arqueogeográfico. Lo define como un procedimiento para el estudio del espacio que ocuparon las sociedades de carácter arqueológico (De Carlos 2002). Esta tesis doctoral sigue la definición de región del geógrafo Dauphine: la región es un sistema espacial abierto; es decir un conjunto de elementos espaciales, descritos por variables físicas, humanas, cuantitativas y cualitativas (Dauphine 1979: 21).
De Carlos considera que la arqueogeografía es una evolución de la arqueología espacial. Y que la principal diferencia entre la arqueología espacial y la arqueogeografía es que esta última posee un método propio de la arqueología: El Método Arqueográfico. Este método integra las técnicas geográficas que utilizaba la arqueología espacial con otras técnicas nuevas y genuinamente propias de la arqueología.
El Método Arqueogeográfico investiga la interacción entre el hombre y el territorio y muy en particular la ordenación del territorio de sociedades estudiadas por la arqueología.

## Arqueología espacial y arqueogeografía
La distancia entre Arqueología Espacial y Arqueogeografía no solo radica en el procedimiento de trabajo, sino en el mismo objeto de estudio. La arqueología espacial según la definió David L. Clarke en 1977 distinguía tres; niveles de análisis: macro, micro y semimicro (Clarke 1977: 11—15)
El nivel macro correspondía al estudio de la región, el nivel intermedio al análisis del yacimiento y del entorno inmediato a este, y por último, el nivel micro se ocupa de las relaciones dentro del yacimiento. La arqueogeografía se ocupa de los niveles macro y semimicro.
La Arqueología Espacial solo se fijó en la geografía locacional, que era el campo que había tenido más desarrollo en la geografía inglesa de aquellos años. La Arqueología Espacial era incapaz de explicar los cambios socioeconómicos, y los grandes cambios socioculturales, ya que las formas de análisis cuantitativas eran instrumentos útiles para manejarse entre las variables espaciales, pero no servían en la mayoría de las ocasiones para crear modelos (Wagstaff 1987: 29).
La Arqueogeografía desarrolla un método eficaz para regionalizar, es decir, para compartimentar el espacio arqueológico a partir de la definición de las formas espaciales.

## La arqueogeografía en elsigloXXI
En la literatura francófona el término está asociado sobre todo a los estudios medievales y es visto como una técnica, más que un método. En 1989 el término es utilizado por el medievalista francés Robert Fossier, en un artículo sobre el espacio rural en la Edad Media. Define la arqueogeografía como la búsqueda a través de mapas y de fotografías aéreas de huellas en el paisaje de los hábitats antiguos. En 2003 Gerard Chouquer, publica un artículo sobre el espacio en las sociedades antiguas, en el que subraya la importancia de estudiar los cambios en el paisaje para conocer mejor las sociedades antiguas.
El prestigioso Centro Nacional de Investigaciones Científicas (CNRS) de Francia, y el grupo de trabajo del CNRS TESORA (Traitement de l’espace des sociétés rurales anciennes) se volcó en la materia entre 2000 y 2007 desarrollando varias tesis y artículos sobre el tema. En 2007 se celebró el Primer Coloquio sobre Arqueogeografía en París.
La disciplina se imparte en Francia y Portugal. En la Universidad de París I se imparte un Master en Arqueología y Medio Ambiente. También está presente en los currículos de los centros de investigación arqueológica de lasUniversidades de Coímbra y Oporto. Además existe un sitio web específicamente dedicado a la arqueogeografía.

## Opiniones críticas
Se han formulado diversas críticas por parte de arqueólogos e historiadores.
Para algunos autores la discusión sobre la arqueogeografía es solo una cuestión terminológica. Consideran que la geografía humana ya se ocupa de la relación entre el hombre y el paisaje.
Otras críticas se basan en el concepto de autoorganización. Consideran que la autoorganización del territorio se puede explicar desde dos perspectivas: el espacio autoorganizado sin la consciencia de los habitantes y el espacio organizado por las autoridades. Aline Durand considera que el espacio viene organizado por las instituciones sociales y el poder por lo que el enfoque arqueogeográfico no es conveniente.
También hay otros autores que consideran que a partir del estudio del territorio actual no se pueden realizar conclusiones para épocas pasadas.
Finalmente hay quien considera que la arqueogeografía es incapaz de superar el nivel descriptivo al no considerar factores de tipo histórico, social o cultural.